# 佩列沃洛奇納 (普里盧基區)
50°38′12″N 32°39′43″E / 50.63667°N 32.66194°E

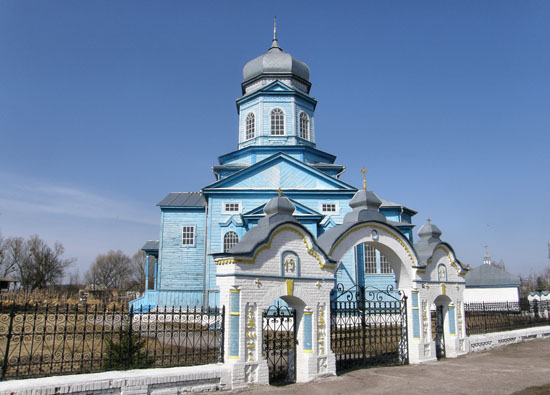

佩列沃洛奇納（烏克蘭語：Переволочна）是位於烏克蘭北部切爾尼希夫州裏普里盧基區的村莊，始建於1092年，面積2.35平方公里，海拔高度110米，2001年人口689，人口密度每平方公里293.7人。